# Zawodowcy (film 1975)
Zawodowcy – polski telewizyjny film obyczajowy z 1975 roku w reżyserii Feriduna Erola.
Film zrealizowano w Łodzi w tym w Teatrze Wielkim w Łodzi.

## Opis fabuły
Głównymi bohaterami filmu są członkowie brygady budowlanej, pracującej przy budowie osiedla mieszkaniowego pod wodzą majstra Drobika (Bolesław Płotnicki), którzy pewnego dnia spotykają i zaprzyjaźniają się z młodym malarzem Julianem Nowakiem (Witold Dębicki). Podczas ich wspólnych rozmów, majster Drobik, który zawsze nadawał wysoką wagę fachowości i rzetelności w wykonywaniu danej pracy – zaczyna dostrzegać to, że sztuka również wymaga ogromnego zaangażowania, talentu i profesjonalnego podejścia. W końcu okazuje się, że artysta boryka się z problemem mieszkaniowym, do tego jego żona Jola Nowak (Maria Kowalik) ma wkrótce urodzić dziecko. Budowlańcy postanawiają pomóc młodemu małżeństwu, i lokują ich w niewykończonym bloku mieszkalnym. Z czasem Nowak odnosi sukces i zaprasza brygadę Drobika na swój pierwszy wernisaż, gdzie część jego prac to sceny z życia majstra i jego ekipy.

## Piosenki
Motyw przewodni filmu (nie podano tytułu piosenki, ani jej autorów), zaśpiewali: Krzysztof Krawczyk i Alibabki.

## Obsada[1]
- Bolesław Płotnicki – majster Julian Drobik
- Witold Dębicki – malarz Julian Nowak
- Wirgiliusz Gryń – Malinowski
- Maria Kowalik – Jola Nowak, żona Juliana
- Józef Łodyński – Kozak
- Stefan Paska – Stasio
- Czesław Przybyła – Wacuś, mąż sklepowej, brat majstra
- Barbara Rachwalska-Pawlicka – sklepowa Narcysia, szwagierka majstra
- Jerzy Hutek – redaktor tv
- Andrzej Jurczak – kierowca Władek
- Mieczysław Szargan – profesor
- Barbara Wałkówna – aktorka wsiadająca do dyliżansu
- Kazimierz Iwiński – komisarz wystawy
- Jerzy Duda-Gracz – występuje w roli samego siebie
- Henryk Dudziński – Mietek, kierownik odcinka budowy; nie występuje w napisach
- Stanisław Jaroszyński – uczestnik wernisażu; nie występuje w napisach
- Andrzej Łągwa – robotnik; nie występuje w napisach
- Barbara Połomska – uczestniczka wernisażu; nie występuje w napisach
- Jerzy Rogowski – uczestnik wernisażu; nie występuje w napisach
- Tadeusz Teodorczyk – uczestnik wernisażu; nie występuje w napisach
- Jan Tesarz – uczestnik wernisażu; nie występuje w napisach